# Danh sách huấn luyện viên Manchester United F.C.

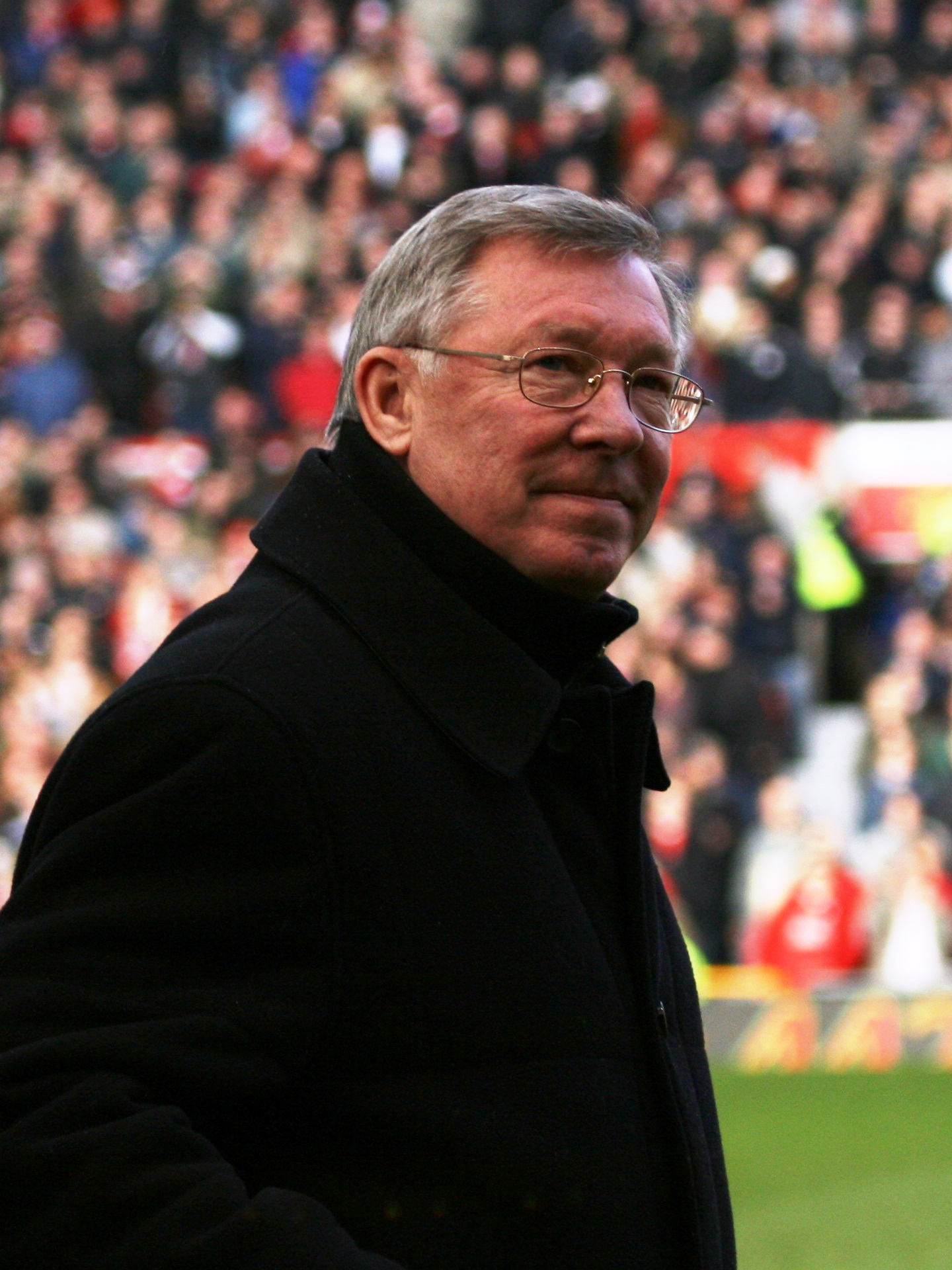
Sir Alex Ferguson là huấn luyện viên nắm quyền lâu nhất cũng như thành công nhất trong lịch sử Manchester United

Manchester United là câu lạc bộ bóng đá Anh có trụ sở tại Trafford, Thành phố Manchester. Câu lạc bộ được hình thành với cái tên Newton Heath L&Y.R. F.C vào năm 1878 và là một đội làm việc thuộc ga xe lửa Lancashire and Yorkshire Railway tại Newton Heath, và chơi trận đấu chính thức đầu tiên của họ vào tháng 10 năm 1886, khi họ bước vào vòng đầu tiên của FA Cup mùa giải 1886-1887. Câu lạc bộ được đổi tên thành Manchester United vào năm 1902 và chuyển đến Old Trafford vào năm 1910.
Theo hồ sơ Huấn luyện viên chính thức của câu lạc bộ bắt đầu vào năm 1892 cho đến mùa giải 2018–19 thì Manchester United đã có 22 huấn luyện viên chính thức. Huấn luyện viên hiện tại là Erik ten Hag, người đã tiếp quản người quản lý tạm quyền Ralf Rangnick vào ngày 23 tháng 5 năm 2022.
Huấn luyện viên phục vụ lâu nhất và thành công nhất cho Manchester United là Alex Ferguson, ông đã giành 13 chức vô địch Premier League, 5 FA Cup, 4 League Cup, 10 Community Shields, 2 danh hiệu UEFA Champions League, 1 UEFA Cup Winners, 1 UEFA Super Cup, 1 Intercontinental Cup và 1 FIFA Club World Cup trong triều đại của mình hơn 26 năm.

## Lịch sử các huấn luyện viên
Từ năm 1878 đến năm 1914, đội bóng đã được lựa chọn bởi một Ủy ban cử ra một thư ký có quyền hạn tương tự và có vai trò như một huấn luyện viên ngày nay. Có bốn thư ký trong thời gian này, A. H. Albut, James West, Ernest Mangnall và John Bentley.
Ernest Mangnall (1903-1912) là huấn luyện viên đầu tiên mang lại thành công cho câu lạc bộ, đưa MU đến danh hiệu vô địch đầu tiên năm 1908, ông cũng có ảnh hưởng trong việc xây dựng sân Old Trafford. Khi ông lãnh trách nhiệm là thư ký 1903, MU đang vật lộn ở giải hạng 2, nhưng ông đã đưa MU đi lên với đội hình được xây dựng xung quanh Billy Meredith và Charlie Roberts. Các chiến thắng ở giải vô địch và cúp FA đến rất nhanh. Sau chức vô địch quốc gia năm 1908 thì mùa giải năm sau là cúp FA và một chức vô địch quốc gia nữa vào năm 1911. Mặc dù với thành công như vậy, tuy nhiên ông rời câu lạc bộ sau một năm để gia nhập đối thủ địa phương Manchester City. Thật trùng hợp, trận đấu cuối cùng Ernest Mangnall lãnh đạo là trận derby trên sân Old Trafford vào ngày 07 tháng 9 năm 1912. John Bentley (1912-1914) đã tiếp nhận làm thư ký cho câu lạc bộ, nhưng đã được thay thế hai năm sau đó bởi Jack Robson (1914-1921), người đã trở thành huấn luyện viên đầu tiên quản lý toàn thời gian của câu lạc bộ. Chiến tranh thế giới lần thứ nhất ảnh hưởng nghiêm trọng tới bóng đá, nhưng câu lạc bộ của vẫn trụ vững ở giải hạng nhất mặc dù họ không giành được thành tích nào. Manchester United bị xuống hạng năm 1922, 7 tháng sau khi Robson từ chức vào tháng 12 năm 1921, Ông qua đời vì bệnh viêm phổi.
John Chapman (1921-1926) được bổ nhiệm làm thư ký/huấn luyện viên thay Robson. Tuy nhiên, trong mùa giải đầu tiên của Chapman, câu lạc bộ đã bị xuống hạng hai lần đầu tiên kể từ 1906. Mất ba năm, ông mới đưa được MU trở lại giải đấu cao nhất. MU bắt đầu thi đấu rất tốt, thậm chí đã lọt vào bán kết FA cup. Nhưng mùa bóng 1926/1927, liên đoàn bóng đá Anh (FA) đình chỉ Chapman vì lỗi cư xử vào ngày 08 tháng 10 năm 1926, nguyên nhân thật không bao giờ được tiết lộ. Clarence Hilditch (1926-1927) lấp chỗ trống do Chapman để lại. Ông là huấn luyện viên kiêm cầu thủ đầu tiên của Manchester United F.C., thời gian làm huấn luyện viên của Hilditch rất ngắn và khi Manchester United ký hợp đồng với Herbert Bamlett, ông trở lại với cương vị cầu thủ đến năm 1932.
Herbert Bamlett (1927-1931) nguyên là một trọng tài, làm huấn luyện viên đội bóng trong bốn năm, nhưng đã không thể giúp bất kỳ thành công nào, vị trí cao nhất của câu lạc bộ trong suốt triều đại của ông là 12. Câu lạc bộ bị xuống hạng mùa bóng 1930/31. Hamlett bị sa thải. Người lên thay Bamlett là Walter Crickmer (1931-1932, 1937-1945). Mặc dù chưa bao giờ thực sự là huấn luyện viên, Walter là huấn luyện viên đầu tiên lãnh trách nhiệm chỉ đạo đội bóng hai lần trong sự nghiệp 38 năm làm thư ký của ông. Tuy nhiên, ông chỉ làm huấn luyện viên trong một mùa giải khi mà ông thất bại trong việc đưa đội bóng trở lại hạng nhất. Trong tháng 6 năm 1932, Scott Duncan (1932-1937) được bổ nhiệm làm huấn luyện viên trưởng. Nhận trách nhiệm trong quãng thời gian chuyển tiếp của Walter Crickmer, ông được chủ tịch James Gibson cho toàn quyền trong việc mua các cầu thủ mới.Thật không may, số tiền lớn mà Duncan chi ra không giúp MU trở lại giải hạng nhất. Thực tế năm 1934, họ đứng thứ 20, chỉ cách nhóm xuống hạng có một điểm. Câu lạc bộ vẫn trao niềm tin cho Duncan, mặc dù ông đã đưa câu lạc bộ trở lại hạng nhất năm 1936 nhưng câu lạc bộ đã xuống hạng một lần nữa vào năm sau. và Walter Crickmer tiếp tục kiểm soát cho đến khi kết thúc Chiến tranh thế giới thứ hai. Crichmer chết năm 1958 trong tai nạn Munich.
Trước khi kết thúc chiến tranh, câu lạc bộ tiếp cận Matt Busby (1945-1969, 1970-1971), người vừa từ chối cơ hội tham gia ban huấn luyện ở Liverpool. Trong năm mùa giải đầu tiên của mình phụ trách, ông lãnh đạo đội bóng với bốn vị trí thứ hai trong giải đấu kết thúc, trước khi giành danh hiệu đầu tiên trong năm 1952, Ông đã sớm thay thế nhiều cầu thủ giàu kinh nghiệm bởi các cầu thủ trẻ đã được biết đến như là " Busby Babes ". Đội bóng giành hai chức vô địch trong 1955-1956 và 1956-1957, cũng như lọt vào hai trận chung kết FA Cup. Thật không may, sự nghiệp của nhiều người trong số các cầu thủ đã ngắn ngủi bởi thảm họa máy bay Munich, mà cũng để lại Busby chiến đấu cho cuộc sống bệnh tật của mình.
Trong khi Busby ở bệnh viện hồi phục sau chấn thương của ông trong tai nạn máy bay, nhiệm vụ huấn luyện viên của ông đã để lại cho trợ lý là Jimmy Murphy (Tháng 2 – Tháng 8/1958). Jimmy Murphy gặp Matt Busby tại Italia, nơi ông làm việc. Tại đây, Sir Busby đã đề nghị ông công việc huấn luyện tại United vào năm 1945. Là 1 HLV tài năng, từ khi tới United Murphy luôn là cánh tay phải đắc lực của Sir Matt Busby và trở thành trợ lý HLV vào năm 1955. Trong chuyến đi định mệnh tới Belgrade năm 1958, Murphy đã không thể đi cùng bởi còn phải thực hiện nghĩa vụ quốc gia dẫn dắt đội tuyển xứ Wales thi đấu vòng đấu loại World Cup tại Cardiff. Sau khi thảm họa ở Munich xảy ra, ông thay Sir Busby dẫn dắt Quỷ đỏ. Ông đã đưa United tới trận CK FA năm 1958, nhưng bị đánh bại bởi Bolton Wanderers. Vào tháng 8 năm đó, khi Sir Matt Busby bình phục chấn thương về thể xác lẫn tinh thần, Murphy đã trao lại chức huấn luyện viên. Busby tiếp tục xây dựng lại đội bóng của ông trong vòng năm năm. Trong năm 1963, ông đã giành được FA Cup lần đầu tiên sau 15 năm. Điều này được tiếp nối bởi hai chức vô địch trong ba năm, và sau đó là giải thưởng lớn nhất trong bóng đá câu lạc bộ châu Âu là Cup châu Âu, Manchester United trở thành đội bóng Anh đầu tiên đoạt cúp châu Âu. Ông tiếp tục làm huấn luyện viên cho câu lạc bộ thêm một năm sau quảng thời gian thành công này và để lại nhiệm vụ huấn luyện viên của mình cho học trò Wilf McGuinness. Là thành viên trong "Những đứa trẻ của Busby", sự nghiệp cầu thủ của McGuiness rất ngắn do bị chấn thương nghiêm trọng. Ông trở thành một huấn luyện viên của MU sau khi Sir Matt nghỉ hưu, ông có một công việc không đáng ghen tị là thay thế một hình tượng. Không được sự ủng hộ của các cầu thủ, và khi kết quả trở nên kém cỏi, ban lãnh đạo đã thay thế ông. và Busby đã bị thuyết phục để trở lại trong nửa cuối của mùa giải 1970-1971. Tuy nhiên, ông từ giã bóng đá vĩnh viễn mùa hè năm đó. Manchester United tin rằng họ có được người họ cần và sau quá trình tìm kiếm lâu dài, câu lạc bộ thuê Frank O'Farrell (1971-1972). Người đàn ông Ailen đã có công việc tại Leicester City. Mặc dù có sự khởi đầu khá tốt đẹp (thắng 18 trong số 20 trận đầu tiên), nhưng cuộc trình diễn của Manchester United vào mùa bóng 1972/1973 rất tệ hại. Khi United thua Crystal Palace 0-5, trước khi O'Farrell bị sa thải ông còn mâu thuẫn với Huyền thoại George Best.
Thay thế O'Farrell là huấn luyện viên người Scotland Tommy Docherty(1972-1977). Tommy Docherty mang đến sân Old Trafford một luồng gió mới. Mặc dù MU bị xuống hạng hai năm 1794, nhưng Doccherty (biệt danh: The Doc) đã sớm đưa MU trở lại. Họ trình diễn một thứ bóng đá cởi mở nhất vào những năm 70. MU đoạt cup FA và với một số cầu thủ tốt, họ hy vọng kết thúc mùa bóng 1977 với chức vô địch. Nhưng thật không may, sự dính líu của Docherty với vợ của một huấn luyện viên thể lực của CLB đã khiến ông bị sa thải,
Manchester United thận trọng sau thời gian của The Doc, thuê huấn luyện viên Queens Park Rangers đó là Dave Sexton (1977-1981). Là một nhà chiến thuận lớn, Sexton đưa United đến trận chung kết FA năm 1979, nhưng để thua trước Arsenal. Đứng thứ nhì sau Liverpool ở giải vô địch. Nhưng chấn thương của các trụ cột ở mùa sau đã làm thành tích đi xuống. Và khi những người ủng hộ quay ra chống lại ông, ban lãnh đạo đã sa thải Sexton.
Ron Atkinson(1981-1986) xuất hiện như một nhà quả lý hoàn hảo của những con quỷ đỏ. Hơn nữa, Ron Atkinson làm cho sân Old Trafford trở nên nhộn nhịp với những bản hợp đồng lớn. Ông phá kỷ lục ở Anh với bản hợp đồng của Bryan Robson. Manchester United đoạt cúp FA năm 1983 và 1985. Nhưng không may, danh hiệu vô địch vẫn lảnh tránh họ. Thậm chí khi đội bóng thắng 10 trận đầu tiên của mùa 1985/1986, họ vẫn chỉ về thứ 4. Và khi United rơi xuống nửa cuối bảng xếp hạng ở mùa bóng sau, ông bị sa thải. His replacement, Thay thế ông là huấn luyện viên Sir Alex Ferguson (1986-2013) vào ngày 06/11/2014.
Huấn luyện viên thành công nhất trong lịch sử bóng đá Anh đó là Sir Alex Ferguson, rất nhiều người quên rằng Ferguson đã rất thành công trên quê hương Scotland của ông trước khi ngồi vào vị trí nóng bỏng tại Old Trafford. Trong nhiệm kỳ của mình, Ferguson đã được ghi với dấu ấn sự khác biệt đó là huấn luyện viên mua sắm thông minh nhất trong lịch sử của câu lạc bộ, bao gồm cả các bản hợp đồng của Peter Schmeichel và Eric Cantona, mỗi lần ít hơn 1,5 triệu bảng Anh. Ông tiếp nhận United khi đội bóng đang ở nữa sau bảng xếp hạng nhưng đã trụ hạng thành công. Không giành được gì trong 5 năm đầu tiên, Ferguson được cứu thoát bởi chiến thắng tại cúp FA năm 1990. Từ đó, Manchester United đoạt tất cả các danh hiệu, bao gồm cả cup C1 châu Âu. Cuối mùa giải 2012-2013, Ferguson tuyên bố nghỉ hưu, và ông đã được thay thế bởi Huấn luyện viên Everton là David Moyes (2013-2014).
Trong trận đấu đầu tiên của mình, Moyes đã giúp câu lạc bộ giành cúp Community Shield lần thứ 20. Ông đã thất bại khi không giúp câu lạc bộ giành quyền dự UEFA Champion League mùa giải năm sau và Ông bị sa thải sau mùa giải đầu tiên. Huấn luyện viên tạm thời cũng là cầu thủ Ryan Giggs được dẫn dắt 4 trận còn lại
Huấn luyện viên người Hà Lan Louis van Gaal lên thay ông Moyes làm huấn luyện viên trưởng vào ngày 19 tháng 5 năm 2014, sau kỳ FIFA World Cup 2014. Trong mùa giải của mình, United đã ký với nhiều cẩu thủ nổi tiếng và trở lại Champion League và kết thúc ở vị trí thứ 4. Vào nhiệm kỳ thứ hai của ông, United kết thúc ở vị trí thứ 5 phía sau Manchester City, không được tham dự Champion League, nhưng lại giành được cúp FA 2016, câu lạc bộ đầu tiên giành 12 lần. Tuy nhiên, hội đồng quản trị đã quyết định rằng không có sự tiến bộ đạt được từ mùa giải trước và Van Gaal bị sa thải vào ngày 23 tháng 5 năm 2016, chỉ vài ngày sau khi nhấc cúp. Ông đã được thay thế bởi người từng 2 lần vô địch châu Âu và cựu HLV của Chelsea José Mourinho vào ngày 27 tháng 5 năm 2016.
Mourinho trở thành Huấn luyện viên thứ tư của United (bao gồm cả Giggs) trong nhiều năm kể từ khi Ferguson nghỉ hưu. Trước khi bước vào mùa giải, tân huấn luyện viên đã cùng các học trò nâng cao Siêu cúp Anh 2016. Trong mùa giải đầu tiên, ông đã mang về 4 tân binh chất lượng nhưng chỉ giúp Man Utd đứng ở vị trí thứ 6 ở Ngoại hạng Anh. Nhưng bù lại ông đã mang về 2 danh hiệu là cúp Liên đoàn Anh và Europa League đã giúp Man Utd quay trở về Champion League.

## Thống kê
Thông tin được cập nhật đến ngày 29 tháng 10 năm 2024
Chú thích
- Quốc tịch – quốc tịch của huấn luyện viên được cho là đất nước mà họ sinh ra.
- Thời gian đến – Ngày, tháng (nếu có), năm đầu tiên huấn luyện Manchester United.
- Thời gian đi – Ngày, tháng (nếu có), năm cuối huấn luyện Manchester United.
- (n/a) = Thông tin không có sẵn
- p = Cầu thủ kiêm huấn luyện viên

| Tên                         | Quốc tịch  | Thời gian đến        | Thời gian đi         | Tổng số trận đấu | Số trận thắng | Số trận hoà | Số trận thua | Số bàn thắng | Số bàn thua | Tỉ lệ % thắng | Danh hiệu | Ghi chú           |
| --------------------------- | ---------- | -------------------- | -------------------- | ---------------- | ------------- | ----------- | ------------ | ------------ | ----------- | ------------- | --- | ----------------- |
| A. H. Albut                 | Anh        | 1892                 | 1900                 | (n/a)            | (n/a)         | (n/a)       | (n/a)        | (n/a)        | (n/a)       | (n/a)         | | [ nb 2 ] [ nb 3 ] |
| James West                  | Anh        | 1900                 | tháng 9 năm 1903     | 113              | 46            | 20          | 47           | 159          | 147         | 040,71        | | [ nb 2 ] [ 17 ]   |
| Ernest Mangnall             | Anh        | 10 tháng 10 năm 1903 | 9 tháng 9 năm 1912   | 373              | 202           | 76          | 95           | 700          | 476         | 054,16        | 2 First Division1 Cúp FA 2 Siêu cúp Anh | [ nb 2 ] [ 18 ]   |
| T. J. Wallworth             | Anh        | 9 tháng 9 năm 1912   | 20 tháng 10 năm 1912 | 6                | 3             | 2           | 1            | 11           | 7           | 050,00        | | [ nb 4 ]          |
| John Bentley                | Anh        | 28 tháng 10 năm 1912 | 28 tháng 12 năm 1914 | 82               | 36            | 16          | 30           | 127          | 110         | 043,90        | | [ nb 2 ] [ 19 ]   |
| Jack Robson                 | Scotland   | 28 tháng 12 năm 1914 | 31 tháng 10 năm 1921 | 139              | 41            | 42          | 56           | 183          | 207         | 029,50        | | [ 20 ]            |
| John Chapman                | Scotland   | 31 tháng 10 năm 1921 | 8 tháng 10 năm 1926  | 221              | 86            | 58          | 77           | 287          | 274         | 038,91        | | [ 21 ]            |
| Lal Hilditchp               | Anh        | 8 tháng 10 năm 1926  | 13 tháng 4 năm 1927  | 33               | 10            | 10          | 13           | 38           | 47          | 030,30        | | [ 22 ]            |
| Herbert Bamlett             | Anh        | 13 tháng 4 năm 1927  | 9 tháng 11 năm 1931  | 183              | 57            | 42          | 84           | 280          | 374         | 031,15        | | [ 23 ]            |
| Walter Crickmer             | Anh        | 9 tháng 11 năm 1931  | 13 tháng 7 năm 1932  | 43               | 17            | 8           | 18           | 72           | 76          | 039,53        | | [ 24 ]            |
| Scott Duncan                | Scotland   | 13 tháng 7 năm 1932  | 7 tháng 11 năm 1937  | 235              | 92            | 53          | 90           | 371          | 362         | 039,15        | 1 Hạng hai | [ 25 ]            |
| Walter Crickmer             | Anh        | 9 tháng 11 năm 1937  | 15 tháng 2 năm 1945  | 76               | 30            | 24          | 22           | 131          | 112         | 039,47        | | [ 24 ]            |
| Matt Busby                  | Scotland   | 1 tháng 10 năm 1945  | 4 tháng 6 năm 1969   | 1.120            | 565           | 263         | 292          | 2.286        | 1.536       | 050,45        | 5 Hạng nhất 2 Cúp FA 5 Siêu cúp Anh (2 DH chia sẻ) 1 Cúp châu Âu | [ 26 ]            |
| Jimmy Murphy                | Wales      | tháng 2 năm 1958     | tháng 6 năm 1958     | 22               | 5             | 7           | 10           | 27           | 42          | 022,73        | | [ nb 5 ] [ 27 ]   |
| Wilf McGuinness             | Anh        | 4 tháng 6 năm 1969   | 29 tháng 12 năm 1970 | 87               | 32            | 32          | 23           | 127          | 111         | 036,78        | | [ 28 ]            |
| Matt Busby                  | Scotland   | 29 tháng 12 năm 1970 | 8 tháng 6 năm 1971   | 21               | 11            | 3           | 7            | 38           | 30          | 052,38        | | [ 26 ]            |
| Frank O'Farrell             | Ireland    | 8 tháng 6 năm 1971   | 19 tháng 12 năm 1972 | 81               | 30            | 24          | 27           | 115          | 111         | 037,04        | | [ 29 ]            |
| Tommy Docherty              | Scotland   | 22 tháng 12 năm 1972 | 4 tháng 7 năm 1977   | 228              | 107           | 56          | 65           | 333          | 252         | 046,93        | 1 Cúp FA 1 Hạng Hai | [ 30 ]            |
| Dave Sexton                 | Anh        | 14 tháng 7 năm 1977  | 30 tháng 4 năm 1981  | 201              | 81            | 64          | 56           | 290          | 240         | 040,30        | 1 Siêu cúp Anh (chia sẻ) | [ 31 ]            |
| Ron Atkinson                | Anh        | 9 tháng 6 năm 1981   | 6 tháng 11 năm 1986  | 292              | 146           | 79          | 67           | 461          | 266         | 050,00        | 2 Cúp FA 1 Siêu cúp Anh | [ 32 ]            |
| Alex Ferguson               | Scotland   | 6 tháng 11 năm 1986  | 19 tháng 5 năm 2013  | 1.500            | 895           | 338         | 267          | 2.769        | 1.365       | 059,67        | 13 Ngoại hạng Anh 5 Cúp FA 4 Cúp Liên đoàn 10 Siêu cúp Anh (1 DH chia sẻ) 2 UEFA Champions League 1 UEFA Cup Winners' Cup 1 Siêu cúp châu Âu 1 Cúp Liên lục địa 1 Giải bóng đá Cúp câu lạc bộ thế giới | [ 33 ]            |
| David Moyes                 | Scotland   | 1 tháng 7 năm 2013   | 22 tháng 4 năm 2014  | 51               | 27            | 9           | 15           | 86           | 54          | 052,94        | 1 Siêu cúp Anh | [ 34 ]            |
| Ryan Giggsp (tạm quyền)     | Wales      | 22 tháng 4 năm 2014  | 11 tháng 5 năm 2014  | 4                | 2             | 1           | 1            | 8            | 3           | 050,00        | | [ 35 ]            |
| Louis van Gaal              | Hà Lan     | 16 tháng 7 năm 2014  | 23 tháng 5 năm 2016  | 103              | 54            | 25          | 24           | 158          | 98          | 052,43        | 1 Cúp FA | [ 36 ]            |
| José Mourinho               | Bồ Đào Nha | 27 tháng 5 năm 2016  | 18 tháng 12 năm 2018 | 120              | 74            | 25          | 21           | 206          | 86          | 061,67        | 1 Siêu cúp Anh 1 Cúp Liên đoàn bóng đá Anh 1 Europa League | [ 37 ]            |
| Ole Gunna Solskjær          | Na Uy      | 19 tháng 12 năm 2018 | 21 tháng 11 năm 2021 | 54               | 27            | 13          | 14           | 86           | 59          | 050,00        | | [ 38 ]            |
| Michael Carrick (tạm quyền) | Anh        | 21 tháng 11 năm 2021 | 01 tháng 12 năm 2021 | 54               | 27            | 13          | 14           | 86           | 59          | 050,00        | |                   |
| Ralf Rangnick (tạm quyền)   | Đức        | 01 tháng 12 năm 2021 | 21 tháng 4 năm 2022  | 54               | 27            | 13          | 14           | 86           | 59          | 050,00        | |                   |
| Erik ten Hag                | Hà Lan     | 21 tháng 4 năm 2022  | 29 tháng 10 năm 2024 | 128              | 66            | 20          | 42           | 237          | 177         | 051,56        | 1 Cúp Liên đoàn bóng đá Anh 1 Cúp FA |                   |